# Anglerkvæg
 For alternative betydninger, se Angler.
Anglerkvæg var en kvægrace, som oprindeligt stammede fra halvøen Angel i Sydslesvig. Racen var rødbrun og dyrene relativt små med en gennemsnitsvægt på 300 kg. Der var tale om en udpræget malkerace. I tiden 1840-1880 blev der importeret en del avlsdyr af denne race til de danske øer. Her indgik de i avlsarbejdet med rød dansk malkerace.